# Mutěnice (Morávia do Sul)
Mutěnice é uma comuna checa localizada na região de Morávia do Sul, distrito de Hodonín.